# كاراماي
كاراماي (بالصينية: 克拉玛依市 )‏ هي مدينة على مستوى محافظة، في جمهورية الصين الشعبية، تتبع سنجان، تبلغ مساحتها 7,734 كيلومتر مربع، رمزها البريدي هو 834000.

## المناخ
يظهر الجدول التالي التغييرات المناخية على مدار السنة لكاراماي:
| البيانات المناخية لـكاراماي                 | البيانات المناخية لـكاراماي | البيانات المناخية لـكاراماي | البيانات المناخية لـكاراماي | البيانات المناخية لـكاراماي | البيانات المناخية لـكاراماي | البيانات المناخية لـكاراماي | البيانات المناخية لـكاراماي | البيانات المناخية لـكاراماي | البيانات المناخية لـكاراماي | البيانات المناخية لـكاراماي | البيانات المناخية لـكاراماي | البيانات المناخية لـكاراماي | البيانات المناخية لـكاراماي |
| الشهر                                       | يناير                       | فبراير                      | مارس                        | أبريل                       | مايو                        | يونيو                       | يوليو                       | أغسطس                       | سبتمبر                      | أكتوبر                      | نوفمبر                      | ديسمبر                      | المعدل السنوي               |
| ------------------------------------------- | --------------------------- | --------------------------- | --------------------------- | --------------------------- | --------------------------- | --------------------------- | --------------------------- | --------------------------- | --------------------------- | --------------------------- | --------------------------- | --------------------------- | --------------------------- |
| الدرجة القصوى °م (°ف)                       | 5.8 (42.4)                  | 12.9 (55.2)                 | 24.9 (76.8)                 | 35.6 (96.1)                 | 39.5 (103.1)                | 40.7 (105.3)                | 44.0 (111.2)                | 42.7 (108.9)                | 39.1 (102.4)                | 29.9 (85.8)                 | 20.2 (68.4)                 | 9.5 (49.1)                  | 44.0 (111.2)                |
| متوسط درجة الحرارة الكبرى °م (°ف)           | −11.2 (11.8)                | −7.2 (19.0)                 | 4.9 (40.8)                  | 18.9 (66.0)                 | 26.3 (79.3)                 | 31.8 (89.2)                 | 33.9 (93.0)                 | 32.1 (89.8)                 | 25.3 (77.5)                 | 14.8 (58.6)                 | 2.6 (36.7)                  | −7.6 (18.3)                 | 13.7 (56.7)                 |
| المتوسط اليومي °م (°ف)                      | −15.4 (4.3)                 | −11.7 (10.9)                | 0.1 (32.2)                  | 13.0 (55.4)                 | 20.2 (68.4)                 | 25.9 (78.6)                 | 27.9 (82.2)                 | 26.1 (79.0)                 | 19.6 (67.3)                 | 9.9 (49.8)                  | −1.3 (29.7)                 | −11.0 (12.2)                | 8.6 (47.5)                  |
| متوسط درجة الحرارة الصغرى °م (°ف)           | −18.9 (−2.0)                | −15.6 (3.9)                 | −4.2 (24.4)                 | 7.9 (46.2)                  | 14.9 (58.8)                 | 20.5 (68.9)                 | 22.6 (72.7)                 | 20.8 (69.4)                 | 14.6 (58.3)                 | 5.7 (42.3)                  | −4.4 (24.1)                 | −13.9 (7.0)                 | 4.2 (39.5)                  |
| أدنى درجة حرارة °م (°ف)                     | −35.9 (−32.6)               | −34.3 (−29.7)               | −26.7 (−16.1)               | −10.4 (13.3)                | 2.1 (35.8)                  | 9.0 (48.2)                  | 12.3 (54.1)                 | 8.2 (46.8)                  | 0.3 (32.5)                  | −7.7 (18.1)                 | −27.2 (−17.0)               | −34.3 (−29.7)               | −35.9 (−32.6)               |
| الهطول مم (إنش)                             | 4.2 (0.17)                  | 2.1 (0.08)                  | 3.6 (0.14)                  | 6.6 (0.26)                  | 16.3 (0.64)                 | 13.1 (0.52)                 | 20.2 (0.80)                 | 15.1 (0.59)                 | 7.4 (0.29)                  | 5.6 (0.22)                  | 6.1 (0.24)                  | 5.3 (0.21)                  | 105.6 (4.16)                |
| متوسط أيام هطول الأمطار (≥ 0.1 mm)          | 7.7                         | 4.5                         | 3.9                         | 4.4                         | 6.1                         | 6.9                         | 8.1                         | 6.9                         | 5.0                         | 3.7                         | 4.4                         | 8.9                         | 70.5                        |
| متوسط الرطوبة النسبية (%)                   | 78                          | 75                          | 57                          | 33                          | 30                          | 29                          | 31                          | 30                          | 32                          | 44                          | 63                          | 77                          | 48                          |
| ساعات سطوع الشمس الشهرية                    | 140.0                       | 159.7                       | 220.5                       | 258.8                       | 291.9                       | 295.8                       | 302.5                       | 298.1                       | 266.2                       | 221.5                       | 139.3                       | 99.8                        | 2٬694٫1                     |
| نسبة وصول أشعة الشمس                        | 50                          | 55                          | 60                          | 64                          | 64                          | 63                          | 64                          | 68                          | 71                          | 65                          | 49                          | 37                          | 61                          |
| المصدر: China Meteorological Administration |                             |                             |                             |                             |                             |                             |                             |                             |                             |                             |                             |                             |                             |

## التقسيمات الإدارية
- Dushanzi, Karamay [الإنجليزية]‏
- Karamay, Karamay [الإنجليزية]‏
- Baijiantan, Karamay [الإنجليزية]‏
- Orku, Karamay [الإنجليزية]‏.

## أعلام
- عادل مجت
- دينغ يانيوهانغ